# Округ Крофорд (Мичиген)
Округ Крофорд (енгл. Crawford County) је округ у америчкој савезној држави Мичиген.

## Демографија
По попису из 2010. године број становника је 14.074, што је 199 (-1,4%) становника мање него 2000. године.
| Група             | 2000.          | 2010.          |
| Белци             | 13.660 (95,7%) | 13.586 (96,5%) |
| Афроамериканци    | 214 (1,5%)     | 51 (0,4%)      |
| Азијати           | 36 (0,3%)      | 52 (0,4%)      |
| Хиспаноамериканци | 142 (1,0%)     | 182 (1,3%)     |
| Укупно            | 14.273         | 14.074         |